# Большой мюнстерлендер
Большой мюнстерлендер (нем. Großer Münsterländer) — охотничья порода собак, выведенная в Германии в начале XX века на основе собак породы лангхаар. Относится к группе подружейных собак, использующихся преимущественно для охоты на птицу. Порода признана Международной кинологической федерацией, а также рядом национальных кинологических клубов.

## История породы
Большой мюнстерлендер является одной из самых молодых пород охотничьих собак. Относится к классическим немецким легавым, тип которых сформировался в XVIII веке.
Основные работы по формированию породы велись в городе Мюнстере, откуда и произошло название.
В XIX веке началась направленная селекционная работа по формированию выраженного фенотипа длинношерстной немецкой легавой. При формировании этой породы до некоторого времени собаки чёрно-белого окраса не использовались в племенной работе, так как в фенотипе породы предпочтительными считались тёплые цвета окрасов. При этом собаки с чёрно-белым окрасом показывали высокие рабочие качества, поэтому было принято решение о формировании породы, для которой этот окрас являлся бы основным.
Первый клуб породы большой мюнстерлендер был создан в 1919 году, после чего эта порода была признана Немецким клубом собаководства.
Долгое время порода оставалась малочисленной, распространённой в основном у себя на родине.
В 1966 году несколько собак этой породы были вывезены в США Куртом фон Клейстом, занимавшимся этой породой, после чего началось их распространение по миру. В США на основе первых привезённых животных этой породы было сформировано довольно большое поголовье.
В 1971 году порода получила признание Британского клуба собаководства.
Современный стандарт породы по версии FCI был принят в 2013 году.

## Внешний вид
Большой мюнстерлендер относится к типу континентальных легавых. Собаки этой породы крупные, гармонично сложенные, с густой волнистой шерстью и развитым украшающим волосом; высоко держат голову как в движении, так и в стойках.
Голова длинная, сухого типа, не очень широкая. Переход ото лба к морде слабо выражен. Мочка носа чёрная, с широкими ноздрями и выраженным рельефом. Уши висячие, не очень длинные, хорошо прилегают к голове, имеют длинный украшающий волос. Глаза не крупные, округлые, тёмного цвета. Шея длинная, мускулистая, с сильной холкой.
Корпус квадратного формата, с глубокой широкой грудью. Спина короткая, ровная, с широкой поясницей и мускулистым, плавно скошенным крупом. Хвост образует одну линию со спиной, у основания очень толстый, выражено сужается к концу. Шерсть на хвосте согласно стандарту породы должна быть густой и длинной, по рисунку подвеса образующей силуэт, похожий на контур пера. Конечности длинные, прямые, сухого типа. Скакательный сустав задних конечностей хорошо выражен. Подушечки плотные, толстые, пальцы длинные и образующие выраженный свод. Между пальцами обязательно находится хорошо выраженный густой жёсткий волос.
Шерсть длинная, плотная, густая, на голове короткая и гладкая. На задней стороне конечностей, шее, ушах и хвосте присутствует украшающий волос, заметно выделяющийся длиной на фоне остальной части шерсти. Допустимые окрасы: различные варианты чёрно-белого окраса. Предпочтение отдаётся окрасам, при которых голова собаки окрашена в чёрный цвет полностью.

## Характер
Собаки этой породы обладают послушным характером, они контактны и не склонны к проявлению агрессии, легко обучаются.  Обладают активным темпераментом, любопытны.
В целом собака очень активная и требующая повышенных нагрузок, что делает её требовательной к продолжительности выгула.
В силу того, что порода относится к группе рабочих охотничьих собак, при содержании в доме с другими видами животных могут возникать сложности. 

## Применение
Основным направлением применения  собак этой породы является подружейная охота и охотничьи соревнования и рабочие испытания. Также они хорошо подходят для занятий аджилити и другими видами спортивной дрессировки.
В силу дружелюбного характера и высокой обучаемости собаки этой породы также набирают популярность в качестве собак-компаньонов.